# Aerenea impetiginosa
Aerenea impetiginosa là một loài bọ cánh cứng trong họ Cerambycidae.